# A Casa do Cemitério
A Casa do Cemitério  (Quella villa accanto al cimitero) é um filme de horror italiano sobrenatural de 1981, dirigido por Lucio Fulci. Sua trama gira em torno de uma série de assassinatos que ocorrem em uma casa na Nova Inglaterra, uma casa que passa a ter um segredo escondido dentro das paredes do porão. Temas e motivos dos filmes de terror como The Shining, The Amityville Horror de Frankenstein.

## Sinopse
Um historiador recebe a notícia de que um amigo de profissão, a trabalho em Boston, cometera suicídio após ter assassinado a amante. Designado para o lugar do falecido, o homem muda-se para aquela cidade com a família e vai morar numa estranha mansão. Lá, coisas estranhas acontecem e logo se descobre que um assassino sedento por sangue vive escondido no porão.

## Elenco
- Catriona MacColl como Lucy Boyle
- Paolo Malco como Dr. Norman Boyle
- Giovanni Frezza como Bob Boyle
- Ania Pieroni como Ann